# Liste der Herrscher von Burgund

## Königreich der Burgunden

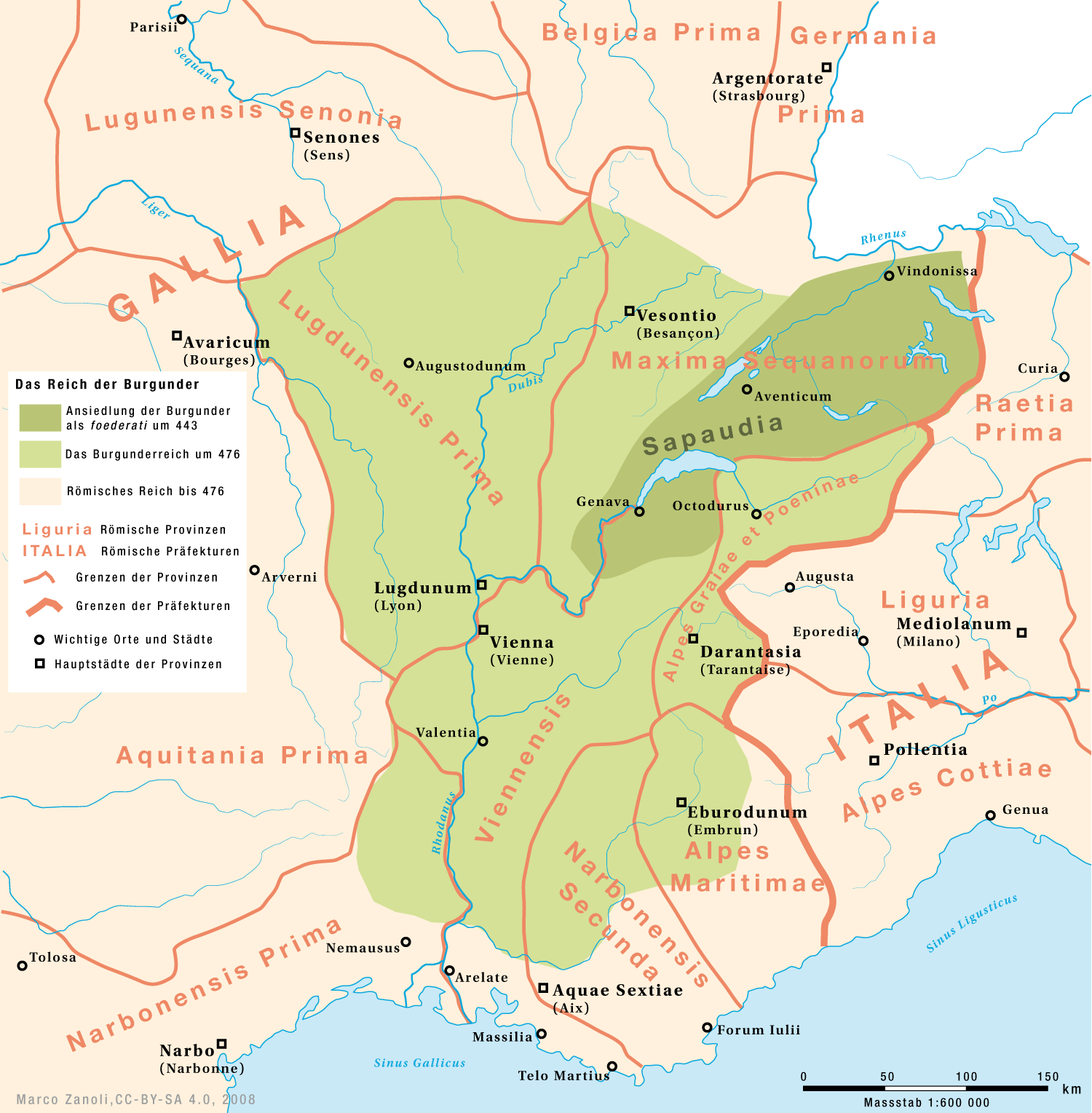
Das erste Königreich Burgund im 5. Jahrhundert

| Name | Herrschaftszeit                          |
| --- | ---------------------------------------- |
| Gibica, König der Burgunden | 0–406                                    |
| Giselher?, König der Burgunden | ???                                      |
| Godomar?, König der Burgunden | ???                                      |
| Gundahar (Gunther), König der Burgunden                                                                                           | 406–436                                  |
| Gundioch (Gundowech, Gondioc), König der Burgunden                                                                                | 436–ca. 472                              |
| Chilperich I., König der Burgunden                                                                                                | 470–ca. 480                              |
| Gundobad (Gundebald), König der Burgunden in Lyon und ab 501 in ganz Burgund                                                      | 480–516                                  |
| Chilperich II. (nach Ansicht der älteren Forschung König der Burgunden in Valence, nach der neueren Forschung jedoch zweifelhaft) | 473–ca. 476 (nach der neueren Forschung) |
| Godomar I. (nach Ansicht der älteren Forschung König der Burgunden in Vienne, nach der neueren Forschung jedoch zweifelhaft)      | 473–ca. 476 (nach der neueren Forschung) |
| Godegisel, König der Burgunden in Genf                                                                                            | 473–501                                  |
| Sigismund, König der Burgunden | 516–524                                  |
| Godomar II., König der Burgunden                                                                                                  | 524–534                                  |
| Burgund fällt 534 an das Frankenreich der Merowinger.                                                                             |                                          |

## Das fränkische Teilreich Burgund

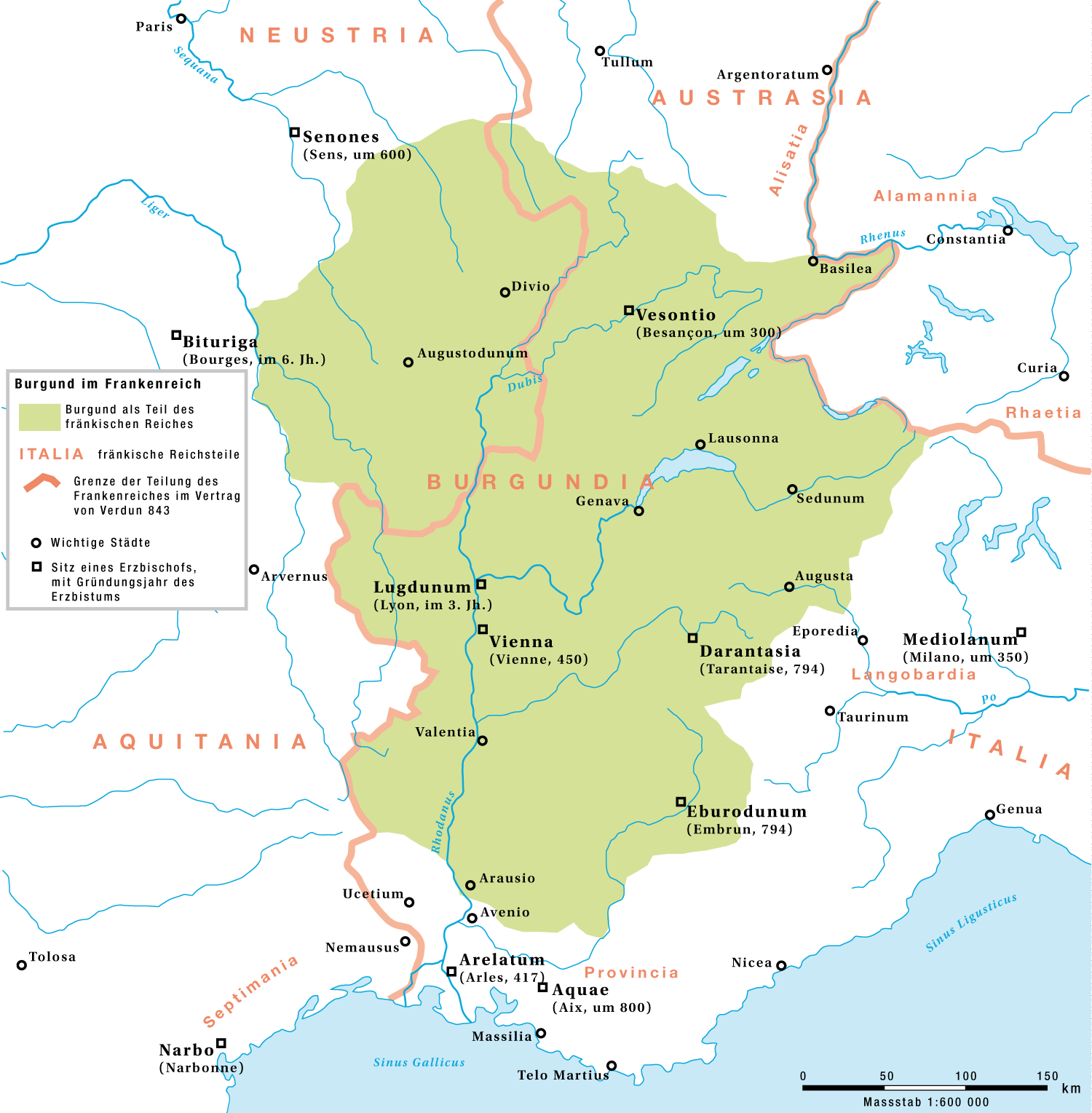
Das fränkische Teilreich Burgund

| Name                                            | Herrschaftszeit    |
| ----------------------------------------------- | ------------------ |
| Merowinger                                      |                    |
| Childebert I., (Personalunion)                  | 534–558            |
| Chlothar I., König von Burgund, (Personalunion) | 558–561            |
| Guntram I., König von Burgund                   | 561–592 (28. März) |
| Childebert II., König von Burgund               | 592–596            |
| Theuderich II., König von Burgund               | 596–613            |
| Sigibert II. König von Burgund                  | 613                |
| Chlothar II., König von Burgund                 | 613–629            |
| Dagobert I., König von Burgund                  | 629–639            |
| Chlodwig II., König von Burgund                 | 639–657            |
| Chlothar III., König von Burgund                | 657–673            |
| Theuderich III., König von Burgund              | 673                |
| Childerich II., König von Burgund               | 673–675            |
| Theuderich III., König von Burgund              | 675–691            |
| Chlodwig III., König von Burgund                | 691–695            |
| Childebert III., König von Burgund              | 695–711            |
| Dagobert III., König von Burgund                | 711–715            |
| Chilperich II., König von Burgund               | 715–720            |
| Theuderich IV., König von Burgund               | 720–737            |
| Interregnum 737–743                             |                    |
| Childerich III.                                 | 743–751            |
| Karolinger                                      |                    |
| Pippin der Jüngere, König der Franken           | 751–768            |
| Karl der Große, König der Franken               | 768–814            |
| Ludwig der Fromme, König der Franken            | 814–840            |
| Lothar I., König der Franken                    | 823–855            |
| Teilung von Prüm 855                            |                    |
| Karl von der Provence Kg. von Burgund           | 855–863            |

## Königreich Burgund (Arelat)

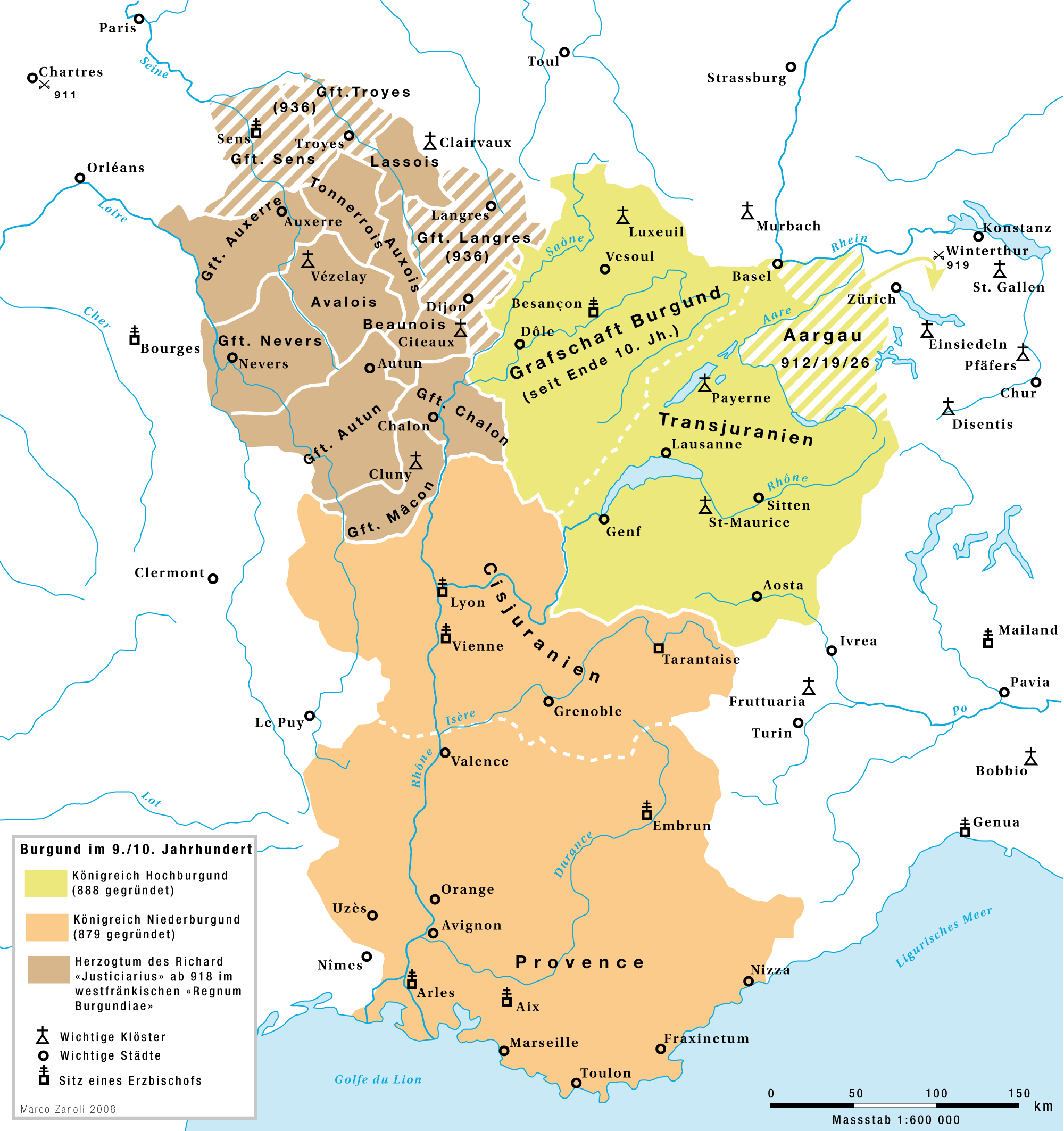
Die Königreiche Hoch- und Niederburgund sowie das Herzogtum Burgund im 9./10. Jahrhundert

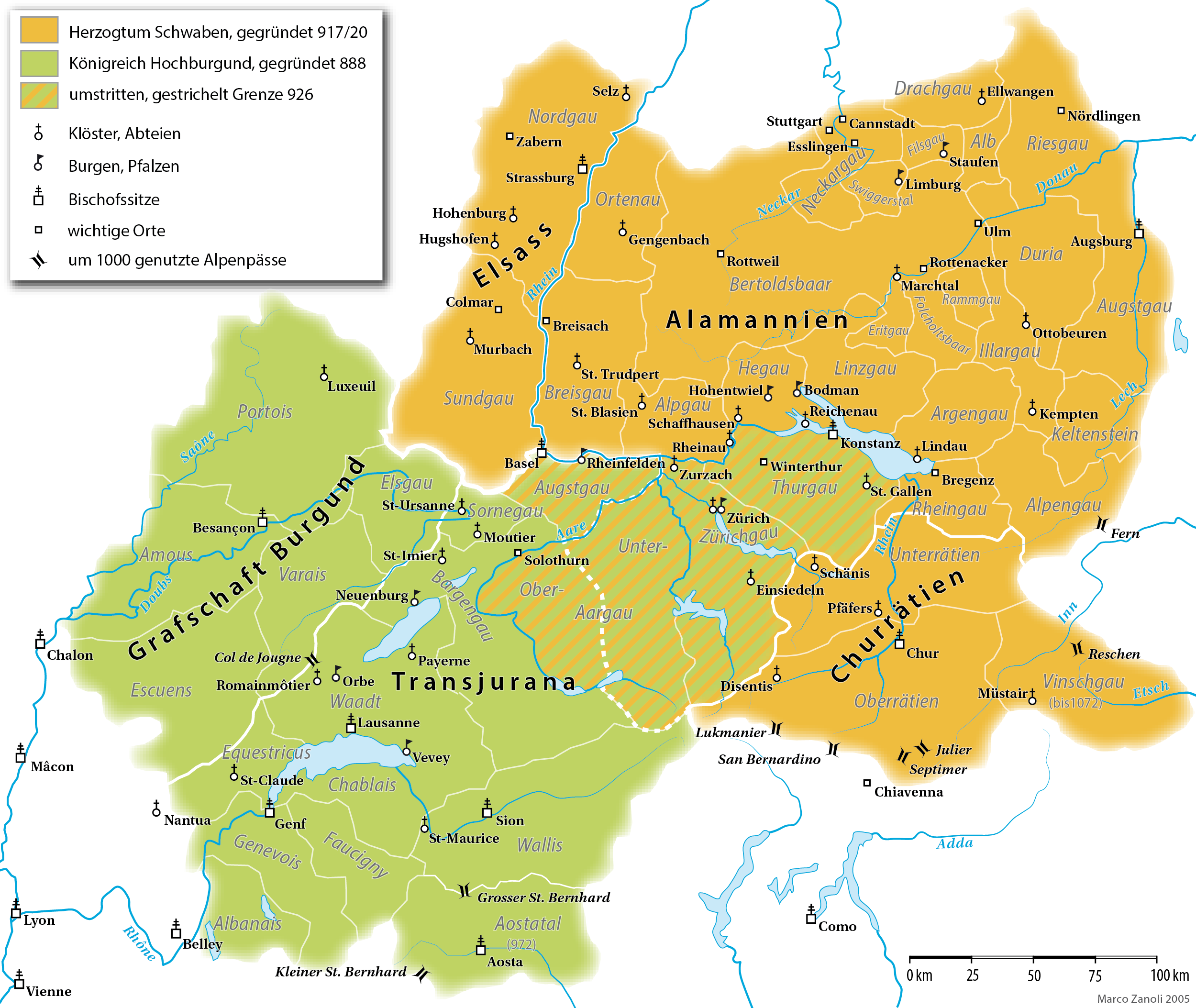
Das Königreich Hochburgund im 10. Jahrhundert

### Niederburgund (Cisjuranien) und Provence
Boso von Vienne erhebt sich selbst zum König in Niederburgund und Provence nach dem Tod des westfränkischen Königs Ludwig II. des Stammlers. Er ist damit auch der erste nichtkarolingische König eines fränkischen Reichsteils.
| Name                             | Herrschaftszeit |
| -------------------------------- | --------------- |
| Buviniden                        |                 |
| Boso von Vienne                  | 879–887         |
| Ludwig (III.) der Blinde, Kaiser | 887–924         |
| Hugo von Arles                   | 924–947         |
| Vereinigung mit Hochburgund      |                 |

### Hochburgund (Transjuranien)
Seit dem 9. Jahrhundert bestand im transjuranischen Burgund ein fränkisches Dukat. Dux Rudolf I. ließ sich 888 zum König wählen. 947 wurden Hoch- und Niederburgund vereint und wurde nach seiner formellen Hauptstadt Arles auch „Königreich Arelat“ (regnum Aerelatense) genannt.
| Name                    | Herrschaftszeit |
| ----------------------- | --------------- |
| Bosoniden               |                 |
| Hugbert                 | ???–864         |
| Welfen                  |                 |
| Konrad von Auxerre      | 864–876         |
| Rudolf I.               | 876–912         |
| Rudolf II.              | 912–937         |
| Konrad der Friedfertige | 937–993         |
| Rudolf III.             | 993–1032        |

Kaiser Konrad II. vereinte nach einem Machtkampf mit dem Grafen Odo II. von Blois das burgundische Regnum mit dem Heiligen römischen Reich, wo es seither neben dem ostfränkischen und italienischen eines der drei Teilreiche bildete. Lothar III. übergab das Rektorat von Burgund an Herzog Konrad I. von Zähringen. Der letzte in Arles formell inthronisierte König von Burgund war Kaiser Karl IV. im Jahr 1365.

## Herzogtum Burgund
Das Herzogtum Burgund umfasste den Teil des alten Burgund, welches nach dem Vertrag von Verdun (843) dem westfränkischen Regnum angehörte. Zur Herausbildung einer herzoglichen Gewalt kam es unter Richard dem Gerichtsherrn. In seinem Umfang entsprach das Herzogtum weitestgehend der heutigen französischen Region Bourgogne.
| Name                                          | Herrschaftszeit |
| --------------------------------------------- | --------------- |
| Buviniden                                     |                 |
| Richard der Gerichtsherr                      | 918–921         |
| Rudolf, König von Westfranken                 | 921–923         |
| Hugo der Schwarze                             | 923–952         |
| Giselbert                                     | 952–956         |
| Robertiner                                    |                 |
| Hugo der Große                                | 943–955         |
| Otto                                          | 956–965         |
| Heinrich der Große                            | 965–1002        |
| Kapetinger                                    |                 |
| Robert (II.) der Fromme, König von Frankreich | 1002–um 1016    |
| Heinrich (I.), König von Frankreich           | um 1016–1032    |
| Älteres Haus Burgund                          |                 |
| Robert I. der Alte                            | 1032–1076       |
| Hugo I.                                       | 1076–1078       |
| Odo I. Borel                                  | 1078–1102       |
| Hugo II. Borel                                | 1103–1143       |
| Odo II.                                       | 1143–1162       |
| Hugo III.                                     | 1162–1192       |
| Odo III.                                      | 1192–1218       |
| Hugo IV.                                      | 1218–1272       |
| Robert II.                                    | 1272–1305       |
| Hugo V.                                       | 1305–1315       |
| Odo IV.                                       | 1315–1349       |
| Philipp I. von Rouvres                        | 1349–1361       |
| Vereinigung Burgunds mit der Krondomäne       |                 |

Wappen des Herzogtums Burgund seit dem 12. Jahrhundert.

Nach dem Tod Herzog Philipps I. wurde Burgund mit der französischen Krondomäne vereint. König Johann II. aus dem Haus Valois apanagierte aber bald seinen jüngeren Sohn mit dem Herzogtum. Dieser konnte durch eine geschickte Heiratspolitik fast die gesamten niederländischen Provinzen für seine Familie gewinnen. Bedingt durch die Rivalität der Herzöge zu ihren königlichen Vettern im Hundertjährigen Krieg traten sie als faktisch souveräne Herrscher auf und errichteten ein ansehnliches Reich im westlichen Mitteleuropa.
| Name                  | Herrschaftszeit |
| --------------------- | --------------- |
| Jüngeres Haus Burgund |                 |
| Philipp II. der Kühne | 1363–1404       |
| Johann Ohnefurcht     | 1404–1419       |
| Philipp III. der Gute | 1419–1467       |
| Karl der Kühne        | 1467–1477       |
| Maria                 | 1477–1482       |

Wappen der Herzöge von Burgund aus dem Haus Valois.
Das alte Wappen wurde mit dem der neuen Nebenlinie der Valois vereint und entspricht heute dem der Region Bourgogne.

Mit dem Tod Marias erklärte der französische König das Herzogtum als Kronland, doch auch der Ehemann Marias, Erzherzog Maximilian I., erhob als Vormund ihres gemeinsamen Sohnes Philipp den Schönen einen Anspruch auf Burgund. Im Burgundischen Erbfolgekrieg konnte sich Maximilian in der Freigrafschaft und in den zahlreichen burgundischen Nebenlanden (den Niederlanden) behaupten. Das eigentliche Herzogtum Burgund fiel jedoch an die Könige von Frankreich. Unabhängig davon verwendete die spanische Linie der Habsburger trotz des Verlustes des Herzogtums weiterhin den herzoglichen Titel, der noch heute in der Titulatur des spanischen Königs, der aber Bourbone ist, enthalten ist.
Weitere Verwendung des Titels:
- Dauphin Louis de Bourbon, duc de Bourgogne († 1712), Enkel von König Ludwig XIV. von Frankreich
- Louis Joseph Xavier de Bourbon, duc de Bourgogne († 1761), Enkel von König Ludwig XV. von Frankreich

## Freigrafschaft (Pfalzgrafschaft) Burgund
Die Freigrafschaft Burgund geht aus den Besitzungen der Herzöge von Burgund aus der Familie der Buviniden hervor, der sich links der Saône befand und demnach dem Königreich Hochburgund angehörte. Dabei handelte es sich um die Regionen Amerous (Amous), Portois, Varais und Scodinque (Escuens). Herzog Hugo der Schwarze überließ bei seinem Tod diese Gebiete seinem Schwager Liétald II. von Mâcon, dessen Nachkommen sich „Grafen von Burgund jenseits der Saône“ nannten. Hauptort des so entstandenen Fürstentums war Besançon. Der jüngere Bruder Liétalds erhielt das Land um Salins und wurde damit der Stammvater der Herren von Salins. Nachdem das Königreich Burgund 1033 mit dem heiligen römischen Reich vereint wurde, avancierten die Freigrafen zu Reichsfürsten. Durch die Heirat der Erbgräfin Beatrix mit Kaiser Friedrich I. Barbarossa kam die Freigrafschaft an die Dynastie der Staufer. Graf Otto II. war der erste, der sich „Pfalzgraf von Burgund“ (comes palatinus de Burgundia) nannte. Seit dem späten 13. Jahrhundert orientierten sich die Pfalzgrafen stärker an Frankreich. Unter Margarete von Frankreich kam es zur 1361 Personalunion mit der Grafschaft Flandern, 1384 wurden diese Gebiete mit dem Herzogtum Burgund vereint. In ihrem Umfang entsprach die Freigrafschaft der heutigen französischen Region Franche-Comté.
| Name                                          | Herrschaftszeit |
| --------------------------------------------- | --------------- |
| Liétald II.                                   | 952–958/61      |
| Aubry II.                                     | 958/61–981      |
| Haus Burgund-Ivrea                            |                 |
| Otto Wilhelm                                  | 982–1026        |
| Rainald I.                                    | 1026–1057       |
| Wilhelm I.                                    | 1057–1087       |
| Rainald II.                                   | 1087–1097       |
| Wilhelm II. der Deutsche                      | 1097–1125       |
| Wilhelm III. das Kind                         | 1125–1127       |
| Rainald III.                                  | 1127–1148       |
| Beatrix I.                                    | 1148–1184       |
| Staufer                                       |                 |
| Friedrich I. Barbarossa, römischer Kaiser     | 1156–1190       |
| Otto I.                                       | 1190–1200       |
| Johanna I.                                    | 1200–1205       |
| Beatrix II.                                   | 1205–1231       |
| Haus Andechs-Meranien                         |                 |
| Otto II.                                      | 1231–1234       |
| Otto III.                                     | 1234–1248       |
| Adelheid                                      | 1248–1279       |
| Haus Chalon                                   |                 |
| Hugo von Chalon (1. Ehemann von Adelheid)     | 1248–1266       |
| Philipp von Savoyen (2. Ehemann von Adelheid) | 1267–1279       |
| Otto IV.                                      | 1279–1303       |
| Robert                                        | 1303–1315       |
| Johanna II., Königin von Frankreich           | 1315–1330       |
| Kapetinger                                    |                 |
| Johanna III.                                  | 1330–1347       |
| Älteres Haus Burgund                          |                 |
| Odo IV., Herzog von Burgund                   | 1330–1347       |
| Philipp I. von Rouvres, Herzog von Burgund    | 1347–1361       |
| Kapetinger                                    |                 |
| Margarethe                                    | 1361–1382       |
| Haus Dampierre                                |                 |
| Ludwig II., Graf von Flandern                 | 1382–1383       |
| Margarete III., Gräfin von Flandern           | 1383–1405       |
| Jüngeres Haus Burgund                         |                 |
| Philipp II. der Kühne, Herzog von Burgund     | 1383–1404       |
| Johann Ohnefurcht, Herzog von Burgund         | 1404–1419       |
| Philipp III. der Gute, Herzog von Burgund     | 1419–1467       |
| Karl der Kühne, Herzog von Burgund            | 1467–1477       |
| Maria, Herzogin von Burgund                   | 1477–1482       |

Altes Wappen der Freigrafschaft Burgund

Das Wappen der Freigrafschaft seit dem späten 12. Jahrhundert.
Es entspricht dem Wappen der heutigen französischen Region Franche-Comté.

Maximilian von Habsburg, der Ehemann Marias und ab 1486 römisch-deutscher König, konnte im Burgundischen Erbfolgekrieg (1477–1493) die Freigrafschaft Burgund für das Haus Habsburg behaupten. Sein Enkelsohn König Karl I. von Spanien sprach bei der habsburgischen Erbteilung die Freigrafschaft seinen Nachkommen in Spanien zu.
| Name                                            | Herrschaftszeit |
| ----------------------------------------------- | --------------- |
| Habsburger                                      |                 |
| Philipp I. der Schöne, König von Kastilien      | 1482–1506       |
| Karl I./V., König von Spanien, römischer Kaiser | 1506–1556       |
| Philipp II., König von Spanien                  | 1556–1598       |
| Philipp III., König von Spanien                 | 1598–1621       |
| Philipp IV., König von Spanien                  | 1621–1665       |
| Karl II., König von Spanien                     | 1665–1678       |

Im Holländischen Krieg (1672–1679) wurde die Freigrafschaft 1674 durch König Ludwig XIV. von Frankreich besetzt. Der im Jahre 1679 geschlossene Frieden von Nimwegen bestätigte Frankreich in der Eroberung.